# Hazu körzet
Hazu (幡豆郡, Hazu gun) Aicsi prefektúra egyik körzete Japánban.
2003-ban a körzet népessége 58 921 fő, népsűrűsége 696,88 fő volt négyzetkilométerenként. Teljes területe 84,55 km².

## Városok és falvak
- Hazu
- Issiki
- Kira

2011. április 1-én a körzet mindhárom települése beolvadt a kibővített Nisio városába, ezzel a körzet megszűnt.[forrás?]